# Альтман, Илья Александрович
Илья́ Алекса́ндрович А́льтман (род. 17 июля 1955) — советский и российский историк. Кандидат исторических наук, профессор РГГУ. Основатель и сопредседатель (наряду с А. Гербер) НПЦ «Холокост», вице-президент Межрегионального Фонда «Холокост». Автор более 300 публикаций по истории революционного движения, источниковедению и историографии, архивному делу, истории Великой Отечественной войны и Холокоста, изданных в Австрии, Белоруссии, Болгарии, Венгрии, Германии, Израиле, Италии, Литве, России, США, на Украине, во Франции и в Швеции.

## Биография
Окончил Московский государственный историко-архивный институт. В 1988—1993 годах работал в нём доцентом. В 1983 году окончил аспирантуру и в Ленинградском отделении Института истории СССР АН СССР защитил диссертацию на соискание учёной степени кандидата исторических наук по теме «Следственная документация как источник по истории революционного движения в России в конце XIX века» (специальность 07.00.09 — историография и источниковедение). Работал заместителем директора Государственного архива Владимирской области и заведующим отделом ЦГАОР СССР (ныне ГАРФ).
В 1991 году основал вместе с М. Я. Гефтером первый в Восточной Европе Центр «Холокост».
Читал лекции и выступал с докладами в ведущих университетах США, Франции, Германии.
По мнению И. А. Альтмана, статистика опровергает как мнение о том, что евреев, воевавших в Красной Армии во время Великой Отечественной войны, старались награждать как можно меньше, так и мнение, будто «евреи-генералы награждали только своих».

## Сочинения

### Автор
- Документальные памятники: выявление, учет, использование : Учеб. пособие для вузов по спец. «История» / И. А. Альтман и др.; Под ред. С. О. Шмидта. — М.: Высшая школа, 1988. — 255 с. — (Б-ка историка. БИ). ISBN 5-06-001203-4
- Рэм, мальчик из гетто. — Париж, 1996.
- История Холокоста на территории СССР : Учеб. пособие для 9 кл. сред. общеобразоват. шк. / И. А. Альтман, А. Е. Гербер, Д. И. Полторак. — М.: Холокост, 2001. — 79 с. : ил., карт., портр., факс. (Российская библиотека Холокоста). ISBN 5-89897-007-X
- Альтман И. А. Жертвы ненависти. Холокост в СССР, 1941—1945 гг. — М.: Фонд «Ковчег», 2002. — 543 с. — (Анатомия Холокоста). — ISBN 5-89048-110-X.
- Альтман И. А. Холокост и еврейское сопротивление на оккупированной территории СССР / Под ред. проф. А. Г. Асмолова. — М.: Фонд «Холокост», 2002. — 320 с. — ISBN 5-83636-007-7.
- Исповедь: Любви чудесные мгновенья!: в любви каждого есть своя музыка!: стихи о любви. — М.: Авторская книга, 2012. — 454 с. ISBN 978-5-91945-305-5

### Составитель или главный редактор
- Хроника чувств, 1941—1945 гг.: (Письма владимирцев с фронта и на фронт) / [Сост. Я. М. Шапкин, И. А. Альтман. — Ярославль: Верхне-Волжское книжное издательство, 1990. — 224 с.: ил. ISBN 5-7415-0179-6
- Неизвестная «Чёрная книга». — М.; Иерусалим, 1993.
- Еврейский антифашистский комитет в СССР, 1941—1948 : Документир. история / Рос. центр хранения и изучения док. новейшей истории и др.; Отв. ред. англ. и рус. изд. и авт. предисл. Ш. Редлих; Науч. ред. рус. изд. Г. Костырченко; Сост. И. А. Альтман и др. — М.: Международные отношения, 1996. — 423 с., [8] л. ил. ISBN 5-7133-0897-9
- Преподавание темы холокоста в XXI веке / [Ред. и сост.: И. А. Альтман. — М. : Холокост, 2000. — 223 с. — (Российская библиотека холокоста / Межрегион. фонд «Холокост» [и др.]).; ISBN 5-89897-004-5
- Холокост — сопротивление — возрождение = Holocaust — resistance -rebirth : Евр. народ в годы Второй мировой войны и послевоен. период 1939—1948 / Сост. И. А. Альтман. — М. ; Иерусалим, 2000. — 343 с. (Российская библиотека холокоста / Межрегион. фонд «Холокост» (Россия). Бейт Лохамей ха-геттаот, Музей Холокоста (Израиль)). ISBN 5-89897-005-3
- Холокост и дело Еврейского Антифашистского комитета: материалы IV Междунар. конф. «Уроки Холокоста и современная Россия» (Москва, 1-2 окт. 2002 г.) / ред.-сост. Илья Альтман. — М.: Фонд «Холокост», 2003. — 188 с.
- Книга праведников / сост.: И. А. Альтман, А. Е. Гербер, Д. И. Полторак. — М.: Фонд «Холокост»: МИК, 2005. — 127 c., [8] л. ил., портр., цв. ил., портр., факс. : табл. — (Российская библиотека Холокоста).; ISBN 5-87902-077-0 (в пер.) : 5000
- Холокост : энциклопедия / Ин-т толерантности Всерос. гос. б-ки иностр. лит.; редкол.: И. А. Альтман и др.; пер. с англ.: И. В. Александров и др. — М.: РОССПЭН, 2005. — 807 с. : ил., карт., портр., табл. ISBN 5-8243-0649-4
- Память о Холокосте: боль познания : материалы Международной научно-практической конференции, 17 мая 2007 г., Екатеринбург / сост. и общ. ред. И. А. Альтман и др. — Екатеринбург : Изд-во Уральского ун-та, 2007. — 127 с. : ил. ISBN 978-5-7525-1799-0
- Холокост на территории СССР. Энциклопедия. — Российская политическая энциклопедия, Научно-просветительский центр «Холокост», 2009. — 1144 с. — 1000 экз. — ISBN 978-5-8243-1296-6.
- Тема Холокоста в школьных учебниках: пособие для учителя / авт.: Волобуев О. В. и др. ; сост. И. А. Альтман. — М.: Центр и Фонд «Холокост», 2010. — 94 с. ISBN 978-5-9932-0666-0
- Холокост на территории СССР: энциклопедия / Науч.-просветительный центр «Холокост»; рук. проекта и гл. ред. И. А. Альтман. — 2-е изд., испр. и доп. — М.: РОССПЭН, 2011. — 1143 с. : ил., портр., факс. ISBN 978-5-8243-1463-2
- История Холокоста на Северном Кавказе и судьбы еврейской интеллигенции в годы Второй мировой войны : материалы 7-й Международной конференции «Уроки Холокоста и современная Россия», Ростов-на-Дону, 12-14 августа 2012 г. / Научно-просветительный центр «Холокост», Южный научный центр РАН, Южный федеральный университет; сост. И. А. Альтман и Л. А. Терушкин. — М.: Центр и Фонд «Холокост», 2013. — 228 с.
- Дети — жертвы Холокоста и террора. Педагогический аспект / сост.: И. А. Альтман, Н. В. Анисина. — М.: Центр и Фонд «Холокост» : МИК, 2014. — 143 с. : ил. (Российская библиотека Холокоста). ISBN 978-5-87902-304-6
- Дети — жертвы террора в новейшей истории : проблемы исторической памяти [Текст] : Материалы 1-го Международного форума / Науч.-просветительный центр «Холокост», Северо-Осетинский гос. ун-т им. К. Л. Хетагурова; под ред. И. А. Альтмана и К. М. Фефермана. — М.: Апарт ; Владикавказ : Феникс, 2014. — 96 с. (Российская библиотека Холокоста).; ISBN 978-5-86109-090-4 : 140.00, 1000
- В отблеске «Хрустальной ночи»: еврейская община Кёнигсберга, преследование и спасение евреев Европы: материалы 8-й Международной конференции «Уроки Холокоста и современная Россия» / Научно-просветительный центр «Холокост», Балтийский федеральный университет имени Иммануила Канта, Институт современной истории (Мюнхен, Германия); под ред. И. А. Альтмана, Юргена Царуски и К. Фефермана. — М.: Апарт ; Калининград : [б. и.], 2014. — 248 с. (Российская библиотека Холокоста). ISBN 978-5-86109-089-0 : 500 экз.
- Холокост: 70 лет спустя: материалы Международного форума и 9-й Международной конференции «Уроки Холокоста и современная Россия» [22-25 июня 2015 г.] / Научно-просветительский центр «Холокост» (Москва, Россия), Российский государственный гуманитарный университет, Институт современной истории (Мюнхен, Германия); сост. И. А. Альтман и др.]; под ред. Ильи Альтмана, Игоря Котлера и Юргена Царуски. — М.: МИК : Центр «Холокост», 2015. — 351 с. (Российская библиотека Холокоста).; ISBN 978-5-87902-333-6 : 1000 экз
- Неизвестная Чёрная книга: материалы к «Чёрной книге» под ред. Василия Гроссмана и Ильи Эренбурга / сост. Илья Альтман. — М.: Corpus: АСТ, 2015. — 415 с. ISBN 978-5-17-087585-6
- Олимпийские ценности под угрозой: история и современность / Альтман И. А., Белоусов Л. С., Боголюбова Н. М. и др.; под ред. Л. С. Белоусова, Н. Л. Пешина. — М.: Планета, 2019. — 303 с. (Библиотека Российского международного олимпийского университета / Российский международный олимпийский университет). ISBN 978-5-604-27673-0 : 300 экз.
- Актуальные вопросы противодействия ксенофобии и этнической нетерпимости на примере истории Холокоста и террора : методические рекомендации для журналистов / Научно-просветительный Центр «Холокост», Центр-фонд — Холокост; сост.: Илья Альтман [и др.]. — М.: Холокост, 2020. — 95 с. : ил., табл. ISBN 978-5-88636-333-3 : 200 экз.